# Roberto Maytín
Roberto Maytín (Valencia, Estado Carabobo, 2 de enero de 1989) es un tenista profesional venezolano  excampeón del Orange Bowl (2003) que también juega en el equipo de la Universidad Baylor, en Waco, Texas.

## Carrera
Su mejor ranking individual es el N.º 643  alcanzado el 3 de noviembre de 2008, mientras que en dobles logró la posición 86 el 15 de junio de 2015.
Ha logrado hasta el momento cuatro títulos de la categoría ATP Challenger Tour en la modalidad de dobles, así como también varios títulos Futures en la modalidad de dobles. Sus entrenadores son Willy Campos y Andrés "Gringo" Scnheiter.
En abril de 2021, fue sancionado con una dura suspensión deportiva durante 14 años y el pago de una multa de 100.000 dólares americanos, por admitir infringir algunas reglas antideportivas relacionadas con arreglos de partidos profesionales, durante los años 2017 y 2018.

### Copa Davis
Desde el año 2007 es participante del Equipo de Copa Davis de Venezuela. Tiene en esta competición un récord total de partidos ganados/perdidos de 9/5 (0/1 en individuales y 9/4 en dobles).

### 2014
Formando dupla junto al brasileño Fernando Romboli se coronaron campeones del torneo de dobles del Challenger de Salinas 2014, al derrotar en la final al boliviano Hugo Dellien y al argentino Eduardo Schwank por 6-3, 6-4, en partido que duró una hora y fue el encuentro que abrió la jornada final del XIX Abierto Internacional de Salinas Challenger ATP 2014. Maytín y Romboli no tuvieron problemas para vencer a sus rivales, en partido que sin duda alguna fue el mejor y más rápido que se jugó en esta semana, ganando todos sus partidos en dos sets, superando a duplas mejor clasificadas, entre los primeros favoritos, los colombianos Nicolás Barrientos y Carlos Salamanca. Un quiebre en cada set hizo la diferencia para que el venezolano y el brasileño alzaran los trofeos que los acreditan como los nuevos campeones de Salinas.
A finales de junio ganó su segundo título como doblista, esta vez junto al argentino Andrés Molteni ganaron el Challenger de Padova 2014 derrotando en la final a los primeros cabezas de serie, la pareja argentina formada por Guillermo Durán y Máximo "Machi" González en tres sets.

### 2021
En marzo de 2021, Maytín fue prohibido en el deporte durante 14 años después de admitir múltiples infracciones de las reglas del Programa Anticorrupción de Tenis (TACP) de la Agencia Internacional de Integridad del Tenis. Además de la prohibición, Maytín fue multado con $ 100,000, de los cuales $ 75,000 están suspendidos.

## Torneos ATP (0; 0+0)

### Dobles (0)
| Leyenda                         |
| Grand Slam (0)                  |
| ATP World Tour Finals (0)       |
| ATP World Tour Masters 1000 (0) |
| ATP World Tour 500 (0)          |
| ATP World Tour 250 (0)          |

#### Finalista (1)
| N° | Fecha               | Torneo    | Superficie | Pareja        | Oponentes en la final           | Resultado |
| 1. | 31 de julio de 2017 | Los Cabos | Dura       | Sergio Galdos | Juan Sebastián Cabal Treat Huey | 2-6, 3-6  |

## Challenger

### Dobles
| N.º | Fecha      | Torneo                      | Superficie            | Compañero               | Oponentes en la final                  | Resultado              |
| --- | ---------- | --------------------------- | --------------------- | ----------------------- | -------------------------------------- | ---------------------- |
| 1.  | 24.02.2014 | Challenger de Salinas       | Tierra batida         | Fernando Romboli        | Hugo Dellien Eduardo Schwank           | 6–3, 6–4               |
| 2.  | 23.06.2014 | Challenger de Padova        | Tierra batida         | Andrés Molteni          | Guillermo Durán Máximo González        | 6–2, 3–6, 10-8         |
| 3.  | 09.02.2015 | Challenger de Santo Domingo | Tierra batida (verde) | Hans Podlipnik-Castillo | Romain Arneodo Benjamin Balleret       | 6–3, 2–6, 10-4         |
| 4.  | 20.04.2015 | Challenger de Santos        | Tierra batida         | Máximo González         | Andrés Molteni Guido Pella             | 6–4, 7–6(4)            |
| 5.  | 30.05.2016 | Challenger de Fürth         | Tierra batida         | Facundo Arguello        | Andrej Martin Tristan-Samuel Weissborn | 6–3, 6-4               |
| 6.  | 06.06.2016 | Challenger de Moscú         | Tierra batida         | Facundo Arguello        | Aleksandre Metreveli Dmitry Popko      | 6–2, 7–5               |
| 7.  | 05.02.2018 | Challenger de San Francisco | Dura                  | Marcelo Arévalo         | Luke Bambridge Joe Salisbury           | 6-3, 6–7(5), [10–7]    |
| 8.  | 19.02.2018 | Challenger de Morelos       | Dura                  | Fernando Romboli        | Evan King Nathan Pasha                 | 7-5, 6-3               |
| 9.  | 05.08.2018 | Challenger de Lexington     | Dura                  | Robert Galloway         | Joris De Loore Marc Polmans            | 6–3, 6–1               |
| 10. | 28.10.2018 | Challenger de Las Vegas     | Dura                  | Marcelo Arévalo         | Robert Galloway Nathan Pasha           | 6-3, 6–3               |
| 11. | 28.04.2019 | Challenger de Tallahassee   | Tierra batida         | Fernando Romboli        | Thai-Son Kwiatkowski Noah Rubin        | 6–2, 4–6, [10–7]       |
| 12. | 05.05.2019 | Challenger de Savannah      | Tierra batida         | Fernando Romboli        | Manuel Guinard Arthur Rinderknech      | 6–7(5), 6–4, [11–9]    |
| 13. | 16.06.2019 | Challenger de Columbus      | Dura (i)              | Jackson Withrow         | Hans Hach Verdugo Donald Young         | 6–7(4), 7–6(2), [10–5] |
| 14. | 29.09.2019 | Challenger de Tiburón       | Dura                  | Robert Galloway         | JC Aragone Darian King                 | 6–2, 7–5               |

### Finales
| N.º | Fecha      | Torneo                 | Superficie    | Compañero                 | Oponentes en la final                       | Resultado         |
| --- | ---------- | ---------------------- | ------------- | ------------------------- | ------------------------------------------- | ----------------- |
| 1.  | 10.08.2014 | Challenger de Praga-2  | Tierra batida | Miguel Ángel Reyes-Varela | Toni Androić Andrey Kuznetsov               | 5–7, 5–7          |
| 2.  | 01.09.2014 | Challenger de Medellín | Tierra batida | Andrés Molteni            | Austin Krajicek César Ramírez               | 3-6, 5–7          |
| 3.  | 17.11.2014 | Challenger de Lima     | Tierra batida | Marcelo Demoliner         | Sergio Galdós Guido Pella                   | 3-6, 1–6          |
| 4.  | 21.02.2015 | Challenger de Morelos  | Dura          | Emilio Gómez              | Ruben Gonzales Darren Walsh                 | 4–6, 3–6, [10–12] |
| 5.  | 04.05.2015 | Challenger de Cali     | Tierra batida | Emilio Gómez              | Miguel Ángel Reyes-Varela Marcelo Demoliner | 1-6, 2–6          |
| 6.  | 20.06.2015 | Challenger de Praga    | Tierra batida | Miguel Ángel Reyes-Varela | Mateusz Kowalczyk Igor Zelenay              | 2–6, 6–7(5)       |

## Actuación en TorneosGrand Slam

### Dobles
| Torneos                   | 2015 | 2016 | G–P | Títulos |
| ------------------------- | ---- | ---- | --- | ------- |
| Grand Slam                |      |      |     |         |
| Abierto de Australia      | A    | A    | 0–0 | 0       |
| Roland Garros             | A    | A    | 0–0 | 0       |
| Wimbledon                 | 1R   | 1R   | 0–2 | 0       |
| Abierto de Estados Unidos | A    | A    | 0–0 | 0       |
| G–P                       | 0–1  | 0-1  | 0–2 | 0       |

## Actuación en TorneosATP World Tour

### Resultados en Dobles
| ATP World Tour       |     |     |     |     |
| Niza                 | QF  | A   | ND  | 1–1 |
| Quito                | 1R  | QF  | A   | 1–2 |
| Estoril              | A   | 1R  | A   | 0–1 |
| Newport              | A   | A   | 1R  | 0–1 |
| Los Cabos            | ND  | A   | F   | 3–1 |
| Victorias – Derrotas | 1–2 | 1–2 | 3–2 | 5–6 |

#### Torneos disputados 2014
| N.º | Fecha                    | Torneo                | Categoría             | Superficie | Ind/Out | Ronda |
| 1.  | 20 de enero de 2014      | Bucaramanga           | ATP Challenger Tour   | Arcilla    | Outdoor | CF    |
| 2.  | 31 de enero de 2014      | Copa Davis vs Ecuador | Copa Davis vs Ecuador | Arcilla    | Outdoor | 1r    |
| 3.  | 17 de febrero de 2014    | Morelos               | ATP Challenger Tour   | Dura       | Outdoor | CF    |
| 4.  | 24 de febrero de 2014    | Salinas               | ATP Challenger Tour   | Arcilla    | Outdoor | G     |
| 5.  | 17 de marzo de 2014      | Panamá                | ATP Challenger Tour   | Arcilla    | Outdoor | R16   |
| 6.  | 28 de marzo de 2014      | Le Gosier             | ATP Challenger Tour   | Dura       | Outdoor | R16   |
| 7.  | 7 de abril de 2014       | Itajaí                | ATP Challenger Tour   | Arcilla    | Outdoor | CF    |
| 8.  | 14 de abril de 2014      | Sao Paulo             | ATP Challenger Tour   | Arcilla    | Outdoor | CF    |
| 9.  | 21 de abril de 2014      | Santos                | ATP Challenger Tour   | Arcilla    | Outdoor | R16   |
| 10. | 28 de abril de 2014      | Cali                  | ATP Challenger Tour   | Arcilla    | Outdoor | CF    |
| 11. | 2 de junio de 2014       | Fürth                 | ATP Challenger Tour   | Arcilla    | Outdoor | CF    |
| 12. | 9 de junio de 2014       | Blois                 | ATP Challenger Tour   | Arcilla    | Outdoor | CF    |
| 13. | 16 de junio de 2014      | Mohammedía            | ATP Challenger Tour   | Arcilla    | Outdoor | R16   |
| 14. | 23 de junio de 2014      | Padova                | ATP Challenger Tour   | Arcilla    | Outdoor | G     |
| 15. | 30 de junio de 2014      | Todi                  | ATP Challenger Tour   | Arcilla    | Outdoor | SF    |
| 16. | 7 de julio de 2014       | San Benedetto         | ATP Challenger Tour   | Arcilla    | Outdoor | R16   |
| 17. | 14 de julio de 2014      | Poznan                | ATP Challenger Tour   | Arcilla    | Outdoor | SF    |
| 18. | 21 de julio de 2014      | Tampere               | ATP Challenger Tour   | Arcilla    | Outdoor | CF    |
| 19. | 28 de julio de 2014      | Segovia               | ATP Challenger Tour   | Dura       | Outdoor | R16   |
| 20. | 4 de agosto de 2014      | Praga-2               | ATP Challenger Tour   | Arcilla    | Outdoor | F     |
| 21. | 1 de septiembre de 2014  | Medellín              | ATP Challenger Tour   | Arcilla    | Outdoor | F     |
| 22. | 12 de septiembre de 2014 | Copa Davis vs Uruguay | Copa Davis vs Uruguay | Dura       | Outdoor | PO    |
| 23. | 23 de septiembre de 2014 | Pereira               | ATP Challenger Tour   | Arcilla    | Outdoor | R16   |
| 24. | 29 de septiembre de 2014 | Cali                  | ATP Challenger Tour   | Arcilla    | Outdoor | R16   |
| 25. | 27 de octubre de 2014    | Charlottesville       | ATP Challenger Tour   | Dura       | Indoor  | CF    |
| 26. | 3 de noviembre de 2014   | Knoxville             | ATP Challenger Tour   | Dura       | Indoor  | CF    |
| 27. | 10 de noviembre de 2014  | Champaign             | ATP Challenger Tour   | Dura       | Indoor  | CF    |
| 28. | 17 de noviembre de 2014  | Lima                  | ATP Challenger Tour   | Arcilla    | Outdoor | F     |

#### Torneos disputados 2015
| N.º | Fecha                 | Torneo                   | Categoría                | Superficie      | Ind/Out | Ronda |
| 1.  | 26 de enero de 2015   | Bucaramanga              | ATP Challenger Tour      | Arcilla         | Outdoor | R16   |
| 2.  | 2 de febrero de 2015  | Quito                    | ATP World Tour 250       | Arcilla         | Outdoor | R16   |
| 3.  | 9 de febrero de 2015  | Santo Domingo            | ATP Challenger Tour      | Arcilla (Verde) | Outdoor | G     |
| 4.  | 16 de febrero de 2015 | Morelos                  | ATP Challenger Tour      | Dura            | Outdoor | F     |
| 5.  | 6 de marzo de 2015    | Copa Davis vs Costa Rica | Copa Davis vs Costa Rica | Dura            | Outdoor | 1r    |
| 6.  | 30 de marzo de 2015   | Le Gosier                | ATP Challenger Tour      | Dura            | Outdoor | SF    |
| 7.  | 6 de abril de 2015    | León                     | ATP Challenger Tour      | Dura            | Outdoor | SF    |
| 8.  | 20 de abril de 2015   | Santos                   | ATP Challenger Tour      | Arcilla         | Outdoor | G     |
| 9.  | 27 de abril de 2015   | Sao Paulo                | ATP Challenger Tour      | Arcilla         | Outdoor | CF    |
| 10. | 4 de mayo de 2015     | Cali                     | ATP Challenger Tour      | Arcilla         | Outdoor | F     |
| 11. | 18 de mayo de 2015    | Niza                     | ATP World Tour 250       | Arcilla         | Outdoor | CF    |
| 12. | 25 de mayo de 2015    | Vicenza                  | ATP Challenger Tour      | Arcilla         | Outdoor | R16   |
| 13. | 1 de junio de 2015    | Fürth                    | ATP Challenger Tour      | Arcilla         | Outdoor | SF    |
| 14. | 8 de junio de 2015    | Praga                    | ATP Challenger Tour      | Arcilla         | Outdoor | F     |
| 15. | 15 de junio de 2015   | Poprad                   | ATP Challenger Tour      | Arcilla         | Outdoor | R16   |
| 16. | 29 de junio de 2015   | Wimbledon                | Grand Slam               | Césped          | Outdoor | R64   |

#### Torneos disputados 2016
| N.º | Fecha                | Torneo                    | Categoría                 | Superficie      | Ind/Out | Ronda |
| 1.  | 25 de enero de 2016  | Bucaramanga               | ATP Challenger Tour       | Arcilla         | Outdoor | R16   |
| 2.  | 1 de febrero de 2016 | Quito                     | ATP World Tour 250        | Arcilla         | Outdoor | CF    |
| 3.  | 8 de febrero de 2016 | Santo Domingo             | ATP Challenger Tour       | Arcilla (Verde) | Outdoor | CF    |
| 4.  | 4 de marzo de 2016   | Copa Davis vs Paraguay    | Copa Davis vs Paraguay    | Dura            | Outdoor | 1r    |
| 5.  | 28 de marzo de 2016  | León                      | ATP Challenger Tour       | Dura            | Outdoor | R16   |
| 6.  | 4 de abril de 2016   | Le Gosier                 | ATP Challenger Tour       | Dura            | Outdoor | SF    |
| 7.  | 11 de abril de 2016  | Sarasota                  | ATP Challenger Tour       | Arcilla (Verde) | Outdoor | R16   |
| 8.  | 18 de abril de 2016  | Savannah                  | ATP Challenger Tour       | Arcilla         | Outdoor | SF    |
| 9.  | 25 de abril de 2016  | Estoril                   | ATP World Tour 250        | Arcilla         | Outdoor | R16   |
| 10. | 2 de mayo de 2016    | Aix-en-Provence           | ATP Challenger Tour       | Arcilla         | Outdoor | R16   |
| 11. | 30 de mayo de 2016   | Fürth                     | ATP Challenger Tour       | Arcilla         | Outdoor | G     |
| 12. | 6 de junio de 2016   | Moscú                     | ATP Challenger Tour       | Arcilla         | Outdoor | G     |
| 13. | 27 de junio de 2016  | Wimbledon                 | Grand Slam                | Césped          | Outdoor | R64   |
| 14. | 5 de julio de 2016   | Cali                      | ATP Challenger Tour       | Arcilla         | Outdoor | CF    |
| 15. | 15 de julio de 2016  | Copa Davis vs El Salvador | Copa Davis vs El Salvador | Dura            | Outdoor | SF    |

#### Torneos disputados 2017
| N.º | Fecha               | Torneo      | Categoría           | Superficie | Ind/Out | Ronda |
| 1.  | 17 de julio de 2017 | Newport     | ATP World Tour 250  | Césped     | Outdoor | R16   |
| 2.  | 31 de julio de 2017 | Los Cabos   | ATP World Tour 250  | Dura       | Outdoor | F     |
| 3.  | 7 de agosto de 2017 | Bucaramanga | ATP Challenger Tour | Arcilla    | Outdoor |       |

## Títulos en Futures

### Dobles
| Campeón    | 1.  | 06.08.2006 | Venezuela F1       | Dura          | Oscar Posada        | Alejandro Kon Damian Listingart             | 6-3, 7-6(2)             |
| Campeón    | 2.  | 13.08.2006 | Venezuela F2       | Dura          | Piero Luisi         | Benoit Bottero Christoph Palmanshofer       | 7-5, 7-5                |
| Subcampeón | 1.  | 22.10.2006 | Venezuela F7       | Dura          | Roman Recarte       | Ricardo Chile Fonte Luis Javier Cuellar     | 6-2, 4-6, 2-6           |
| Campeón    | 3.  | 05.08.2007 | Perú F1            | Tierra batida | Rafael Arévalo      | Lenoir Ramos Renato Silveira                | 7-6(4), 6-2             |
| Subcampeón | 2.  | 07.10.2007 | Venezuela F5       | Dura          | Piero Luisi         | Jose De Armas Jimy Szymanski                | 7-6(5), 6-7(6), [1-10]  |
| Subcampeón | 3.  | 14.10.2007 | Venezuela F6       | Dura          | Piero Luisi         | Victor Estrella Roman Recarte               | 7-5, 6-2, [6-10]        |
| Campeón    | 3.  | 11.11.2007 | Venezuela F8       | Tierra batida | Rafael Arévalo      | Marc Auradou Philippe De Bonnevie           | 7-6(5), 6-2             |
| Subcampeón | 4.  | 11.02.2008 | Cuba F1            | Dura          | Luis Javier Cuellar | Sergei Demekhine Pavel Katliarov            | 7-6(2), 4-6, [5-10]     |
| Campeón    | 5.  | 24.02.2008 | Cuba F2            | Dura          | Piero Luisi         | Sergei Demekhine Pavel Katliarov            | 6-1, 4-6, [10-8]        |
| Subcampeón | 5.  | 15.06.2008 | Venezuela F1       | Dura          | Piero Luisi         | Miguel Cicenia Luis David Martínez          | 3-6, 3-6                |
| Campeón    | 6.  | 27.07.2008 | Venezuela F4       | Dura          | Piero Luisi         | Alejandro González Eduardo Struvay          | 6-7(4), 7-6(5), [14-12] |
| Subcampeón | 6.  | 15.06.2008 | Venezuela F5       | Dura          | Piero Luisi         | Alejandro González Eduardo Struvay          | w/o                     |
| Campeón    | 7.  | 10.08.2008 | Venezuela F6       | Dura          | Piero Luisi         | Ivan Endara Brett Ross                      | 6-3, 6-4                |
| Subcampeón | 7.  | 31.08.2008 | Ecuador F2         | Dura          | Luis David Martínez | Shane La Porte Fabrice Martin               | 6-7(8), 6-3, [7-10]     |
| Campeón    | 8.  | 05.10.2008 | Venezuela F7       | Dura          | Piero Luisi         | William Campos Julio Cesar Campozano        | 6-4, 6-0                |
| Subcampeón | 8.  | 12.10.2008 | Venezuela F8       | Dura          | Piero Luisi         | Alejandro González Pablo González           | 3-6, 4-6                |
| Campeón    | 9.  | 19.10.2008 | Venezuela F9       | Dura          | Piero Luisi         | Pedro Ast Yohny Romero                      | 7-6(4), 6-3             |
| Campeón    | 10. | 19.06.2011 | Venezuela F4       | Dura          | John Peers          | Peter Aarts Chris Letcher                   | 6-2, 6-1                |
| Subcampeón | 9.  | 26.06.2011 | Venezuela F5       | Dura          | John Peers          | Piero Luisi Roman Recarte                   | 4-6, 3-6                |
| Campeón    | 10. | 03.07.2011 | Venezuela F6       | Dura          | Piero Luisi         | John Peers Roberto Quiroz                   | 6-4, 6-4                |
| Campeón    | 11. | 09.06.2013 | Estados Unidos F14 | Tierra batida | Marcelo Arévalo     | Sekou Bangoura Eric Quigley                 | 3-6, 6-4, [10-7]        |
| Subcampeón | 10. | 16.06.2013 | Estados Unidos F15 | Tierra batida | Marcelo Arévalo     | Roman Borvanov Milan Pokrajac               | 6-7(4), 3-6             |
| Subcampeón | 11. | 23.06.2013 | Estados Unidos F16 | Tierra batida | Marcelo Arévalo     | Jarmere Jenkins Mac Styslinger              | 4-6, 2-6                |
| Campeón    | 12. | 27.07.2013 | Estados Unidos F19 | Dura          | Daniel Garza        | Dekel Bar Leon Frost                        | 3-6, 6-4, [10-7]        |
| Campeón    | 13. | 11.08.2013 | Venezuela F3       | Dura          | Luis David Martínez | Alex Llompart Mateo Nicolás Martínez        | 1-6, 6-2, [12-10]       |
| Subcampeón | 12. | 18.08.2013 | Venezuela F4       | Dura          | José Hernández      | Alex Llompart Mateo Nicolás Martínez        | 5-7, 5-7                |
| Campeón    | 14. | 25.08.2013 | Venezuela F5       | Dura          | Luis David Martínez | Jesus Bandres Luis Fernando Ramírez         | 2-6, 7-6(2), 10-3       |
| Campeón    | 15. | 25.08.2013 | México F16         | Dura          | Luis David Martínez | Alex Llompart Finn Tearney                  | 6-3, 6-4                |
| Subcampeón | 12. | 18.08.2013 | México F18         | Dura          | Luis David Martínez | Kyle Mcmorrow Oscar Fabian Matthews         | 1-6, 5-7                |
| Subcampeón | 13. | 01.12.2013 | Venezuela F8       | Dura          | Piero Luisi         | Maximiliano Estévez Juan Ignacio Londero    | 6-7(5), 2-6             |
| Campeón    | 16. | 08.12.2013 | Venezuela F9       | Dura          | Piero Luisi         | Juan Ignacio Londero Mateo Nicolás Martínez | 6-3, 6-4                |
| Campeón    | 17. | 27.11.2017 | Estados Unidos F39 | Dura (i)      | Julian Lenz         | Nathaniel Lammons Alex Lawson               | 7-6(), 1-6, [14-12]     |